# David C. Hilmers
David Carl Hilmers, född 28 januari 1950 i Clinton, Iowa, är en amerikansk astronaut uttagen i astronautgrupp 9 den 19 maj 1980.

## Rymdfärder
- STS-51-J
- STS-26
- STS-36
- STS-42